# Złotokret zwyczajny
Złotokret zwyczajny, złotokret (Chrysochloris asiatica) – gatunek ssaka z podrodziny złotokretów (Chrysochlorinae) w obrębie rodziny złotokretowatych (Chrysochloridae).

## Nazewnictwo
W polskiej literaturze zoologicznej gatunek Chrysochloris asiatica był oznaczany nazwą „złotokret”. W wydanej w 2015 roku przez Muzeum i Instytut Zoologii Polskiej Akademii Nauk publikacji „Polskie nazewnictwo ssaków świata” gatunkowi nadano nazwę „złotokret zwyczajny”, rezerwując nazwę „złotokret” dla rodzaju tych ssaków.

## Taksonomia
Gatunek po raz pierwszy zgodnie z zasadami nazewnictwa binominalnego opisał w 1758 roku szwedzki przyrodnik Karol Linneusz nadając mu nazwę Talpa asiatica. Miejsce typowe wedługo oryginalnego opisu zostało błędnie opisane jako „Syberia” (łac. Habitat in Sibiria); uściślone do Przylądka Dobrej Nadziei, w Południowej Afryce. Holotyp pochodzi ze zbiorów Muzeum Historii Naturalnej w Londynie (sygnatura BMNH 67.4.12.564), wcześniej należał do kolekcji Lidth de Jeude którą przedstawieł w swoim dziele Albertus Seba, na  którego to tekście oparł swój oryginalny opis Linneusz.
We wcześniejszych opracowaniach rozpoznano do dziesięciu podgatunków, ale geograficzne zróżnicowanie wielkości i koloru sierści wydaje się być ekoklinalne.
Gatunek monotypowy.

### Etymologia
- Chrysochloris: gr. χρυσος khrusos ‘złoto’; χλωρος khlōros ‘zielony, zielono-żółty’[31].
- asiatica: łac. Asiaticus ‘azjatycki’, od gr. Ασιατικος Asiatikos ‘azjatycki’, od Ασια Asia ‘Azja’[32].

## Zasięg występowania
Złotokret zwyczajny występuje endemicznie w zachodniej Południowej Afryki w Prowincji Przylądkowej Północnej i Prowincji Przylądkowej Zachodniej.

## Morfologia
Długość ciała samic 94–114 mm, samców 100–115 mm, długość tylnej stopy samic 11–14 mm, samców 9–14 mm; brak szczegółowych danych dotyczących masy ciała. Ubarwienie ciemnobrązowe z metalicznym połyskiem. Ciało cylindryczne, szczątkowy ogon, brak małżowin usznych, przednie kończyny z dwoma długimi pazurami, przystosowane do kopania podziemnych korytarzy.

## Ekologia
Żywi się bezkręgowcami. Złotokret żyje pod ziemią w wykopanych przez siebie korytarzach. W poszukiwaniu pokarmu drąży korytarze tuż pod powierzchnią ziemi, odpoczywa w głębszych tunelach.

## Status zagrożenia
W Czerwonej księdze gatunków zagrożonych Międzynarodowej Unii Ochrony Przyrody i Jej Zasobów został zaliczony do kategorii LC (ang. least concern ‘najmniejszej troski’).